# 以撒·海曼斯·普莱斯堡
以撒·海曼斯·普莱斯堡（荷蘭語：Isaac Heijmans Presburg；约1747年至1750年之间—1832年5月3日）是一位纺织品商人、货币兑换商、拉比。他出生于匈牙利王国普雷斯堡（今斯洛伐克布拉迪斯拉发），逝世于荷兰奈梅亨。他是德国共产主义思想家卡尔·马克思的外祖父。

## 家庭背景
以撒·海曼斯·普莱斯堡的父亲是哈伊姆·普莱斯堡。他的祖父可能是拉比米歇尔·拉撒路·普莱斯堡（1756年逝世），也可能是米歇尔的兄弟迈耶·普莱斯堡（1752年逝世）。他的曾祖父于1699年担任匈牙利犹太社团的领袖；1705年，为维也纳的“宫廷犹太人”和上宫廷财务官。

## 生平
1775年，以撒·海曼斯·普莱斯堡可能由于在出生地普雷斯堡受到迫害而移居荷兰，当时荷兰对犹太人的限制较少。他在奈梅亨定居下来。
他曾领导位于奈梅亨诺嫩街的犹太会堂。他的住宅位于33号大街，这条街从市场广场通往瓦尔河堤岸。如今，那里立有一块纪念牌，上书：“这里是亨丽埃特·普莱斯堡的故居，她是卡尔·马克思的母亲。”这块纪念牌最初于1984年被安装在33号大街上的另一栋房屋上；1989年，人们更准确地确定原屋位置后，将其移至现址。

## 家庭
1785年，以撒·海曼斯·普莱斯堡在奈梅亨与纳内特·所罗门·巴伦特-科恩（1764年出生于阿姆斯特丹，1833年4月7日逝世于奈梅亨）结婚。她是所罗门·巴伦特·科恩（约1732年—1804年）的女儿。所罗门·巴伦特·科恩的弟弟列维·巴伦特·科恩是一位英国金融家，后者通过其子孙与几乎所有英国犹太上层家族都有姻亲关系。
以撒·海曼斯·普莱斯堡和妻子纳内特·所罗门·巴伦特-科恩育有5个孩子，包括：女儿亨丽埃特（1788年9月20日出生，于1814年嫁给海因里希·马克思结婚）；女儿索菲亚（1792年11月15日出生，于1820年嫁给莱昂·飞利浦。